# Satz von Hopf
Der Satz von Hopf ist ein Lehrsatz aus dem mathematischen Teilgebiet der algebraischen Topologie. Er geht auf eine wichtige Arbeit des Mathematikers Heinz Hopf zurück, welche im Band 96 der Mathematischen Annalen im Jahre 1927 erschien. Der Satz wird stellenweise auch als Satz von Brouwer-Hopf bezeichnet, weil Heinz Hopf seinen Satz in Erweiterung eines früheren Resultats von Luitzen Egbertus Jan Brouwer erzielt hat.
Im Rahmen der Thom-Pontryagin-Theorie wird gezeigt, dass der Satz von Hopf als Spezialfall aus einem übergeordneten Theorem folgt.

## Formulierung des Satzes
Der Satz lässt sich in moderner Formulierung etwa folgendermaßen angeben:

Für jede zusammenhängende, orientierte, geschlossene, differenzierbare n-Mannigfaltigkeit   {\displaystyle M}   (  {\displaystyle n\in \mathbb {N} }  ) ist der Abbildungsgrad eine Homotopieinvariante von Abbildungen in die n-Sphäre derart, dass je zwei stetige Abbildungen   {\displaystyle f_{1},f_{2}}  , welche die Mannigfaltigkeit   {\displaystyle M}   in die n-Sphäre   {\displaystyle S^{n}\subset {\mathbb {R} }^{n+1}}   abbilden, genau dann homotop sind, wenn sie denselben Abbildungsgrad   {\displaystyle D(f_{1})=D(f_{2})}   haben.
Weil sich jede ganze Zahl   {\displaystyle \gamma \in \mathbb {Z} }   als Abbildungsgrad einer geeignet gewählten stetigen Abbildung der gegebenen Mannigfaltigkeit   {\displaystyle M}   in die n-Sphäre realisieren lässt, gilt dann sogar:
Ist   {\displaystyle [M,S^{n}]}   das Mengensystem der Homotopieklassen der stetigen Abbildungen   {\displaystyle f\colon \,M\to S^{n}}  , so vermittelt die Abbildungsgradfunktion   {\displaystyle D}   eine Bijektion   {\displaystyle {\overline {D}}\colon \,[M,S^{n}]\to \mathbb {Z} }  , durch die zu jedem   {\displaystyle \gamma \in \mathbb {Z} }   genau eine Homotopieklasse   {\displaystyle [f]\in [M,S^{n}]}   mit   {\displaystyle {\overline {D}}([f])=D(f)=\gamma }   gehört.

### Der allgemeine Satz für die Dimension 2
Der Satz für die n = 2 ist im Wesentlichen dasjenige Resultat, welches Brouwer in seiner Arbeit im Band 71 der Mathematischen Annalen im Jahre 1912 vorgestellt hat.

### Der spezielle Satz für die Sphäre
Die Hauptanwendung findet der Satz von Hopf in dem Fall   {\displaystyle M=S^{n}}:
Zwei stetige Abbildungen der n-Sphäre in sich selbst sind genau dann homotop, wenn ihre Abbildungsgrade übereinstimmen.
Dabei zeigt sich, dass die obige durch den Abbildungsgrad vermittelte Bijektion sogar einen Gruppenisomorphismus {\displaystyle deg:(\pi _{n}S^{n},*)\simeq (\mathbb {Z} ,+)} der n-ten Homotopiegruppe der n-Sphäre auf die Gruppe der ganzen Zahlen vermittelt.
Weiterhin ergibt sich i. V. m. der Multiplikationsregel für den Abbildungsgrad das folgende Korollar:
Für zwei stetige Abbildungen   {\displaystyle f_{1},f_{2}}   der n-Sphäre in sich selbst sind die verketteten Funktionen   {\displaystyle f_{1}\circ f_{2}}   und   {\displaystyle f_{2}\circ f_{1}}   stets homotop.